# Спайская
Спайская (также Спасская) — река в России, протекает по Новолялинскому району Свердловской области. Устье реки находится возле посёлка Юрты. Впадает в реку Ляля в 195 км от её устья по левому берегу. Длина реки составляет 10 км.
Высота устья — 167 м над уровнем моря.
Система водного объекта: Ляля → Сосьва → Тавда → Тобол → Иртыш → Обь → Карское море.

## Данные водного реестра
По данным государственного водного реестра России относится к Иртышскому бассейновому округу, водохозяйственный участок реки — Тавда от истока и до устья, без реки Сосьва от истока до водомерного поста у деревни Морозково, речной подбассейн реки — Тобол. Речной бассейн реки — Иртыш.
Код объекта в государственном водном реестре — 14010502512111200010799.